# Flamingo Records
Flamingo Records er et dansk pladeselskab med udgangspunkt i hiphop scenen.
Flamingo Records blev grundlagt i 2005 af den danske rapper Jokeren, med henblik på at skabe spillerum og karrieremuligheder for nye talenter. Selskabets filosofi er den, at musikerne er talentfulde, og derfor selv kan og vil, og byder dem derfor mest muligt frie rammer.
Flere kunstnere har siden opstarten skrevet kontrakt med selskabet, således at det i dag huser navnene Mass, Pato, og ikke mindst Jokeren selv.

## Ekstern kilde/henvisning
- Flamingo Records' hjemmeside Arkiveret 3. januar 2007 hos  Wayback Machine